# Chim xanh họng vàng
Chim xanh họng vàng (danh pháp hai phần: Chloropsis palawanensis) là một loài chim thuộc họ Chim xanh (Chloropseidae).

## Mô tả
Chim xanh họng vàng là loài đặc hữu của vùng Palawan ở Philippin. Môi trường sống tự nhiên của nó là rừng đất thấp ẩm cận nhiệt đới hoặc nhiệt đới.
Đây là một loài chim nhỏ với đôi cánh rộng và một cái đuôi dài đó là dễ dàng được nhận biết bởi màu sắc cơ thể màu xanh lá cây và cổ họng màu vàng. Màu xanh lá cây của nó làm cho nó rất khó để nhìn thấy trong số những chiếc lá xanh của các tán rừng.
Chim xanh họng vàng thường được tìm thấy trong rừng, rìa rừng, và rừng bụi cây. Nó sử dụng mỏ thanh mảnh nhọn của nó để ăn côn trùng và trái cây nhỏ trong tán rừng. Nó là khá phổ biến loài phổ biến đặc hữu của Palawan. Chim xanh họng vàng có thể được tìm thấy trong Balabac, Busuanga, Calauit, Coron, Culion, Dumaran, và đại lục Palawan.